# 赤久縄山
赤久縄山（あかぐなやま）は、群馬県神流町、藤岡市にある山である。御荷鉾山系の最高峰（1,523m）。山頂に一等三角点がある。好天の時は、山頂より南方に富士山を望むことができる。

## 地質
主に石炭紀からジュラ紀の玄武岩およびメランジュ基質の付加帯コンプレックスからなり、秩父帯に属す。

## 環境
周辺の植生は主に落葉広葉樹林であるが，山麓付近ではスギなどが植林された人工林が主となる。標高900m程度までは主にコナラやカエデ、マツなどの雑木林様であるが、より標高が高くなるとカラマツ、ミズナラ、シラカンバなどが主な樹種となる。また、春〜夏にかけてヤシオツツジ、レンゲショウマ、シモツケ、コアジサイ、イブキトラノオ、トリカブトなど、様々な花が林床に見られる。
冬は乾燥しており、雪が降っても根雪となることはない。路面は凍結するため、御荷鉾スーパー林道は冬季閉鎖される。塩沢川沿いの標高900m付近に早滝があり、冬期は結氷し氷瀑となる。
クマやシカ、イノシシ等が棲息する。

## 登山コース
御荷鉾スーパー林道から登るコースが一般的。みかぼ森林公園の管理棟に駐車場がある。また､管理棟よりさらに林道を奥に進むと､東、南、西登山道の入り口があり、それぞれ数台ずつ自動車を止められるスペースがある。それぞれ20〜30分程度で山頂に到達可能。
また、早滝から分岐して登るコースもあり、こちらは山頂まで2〜3時間程度。

## ギャラリー

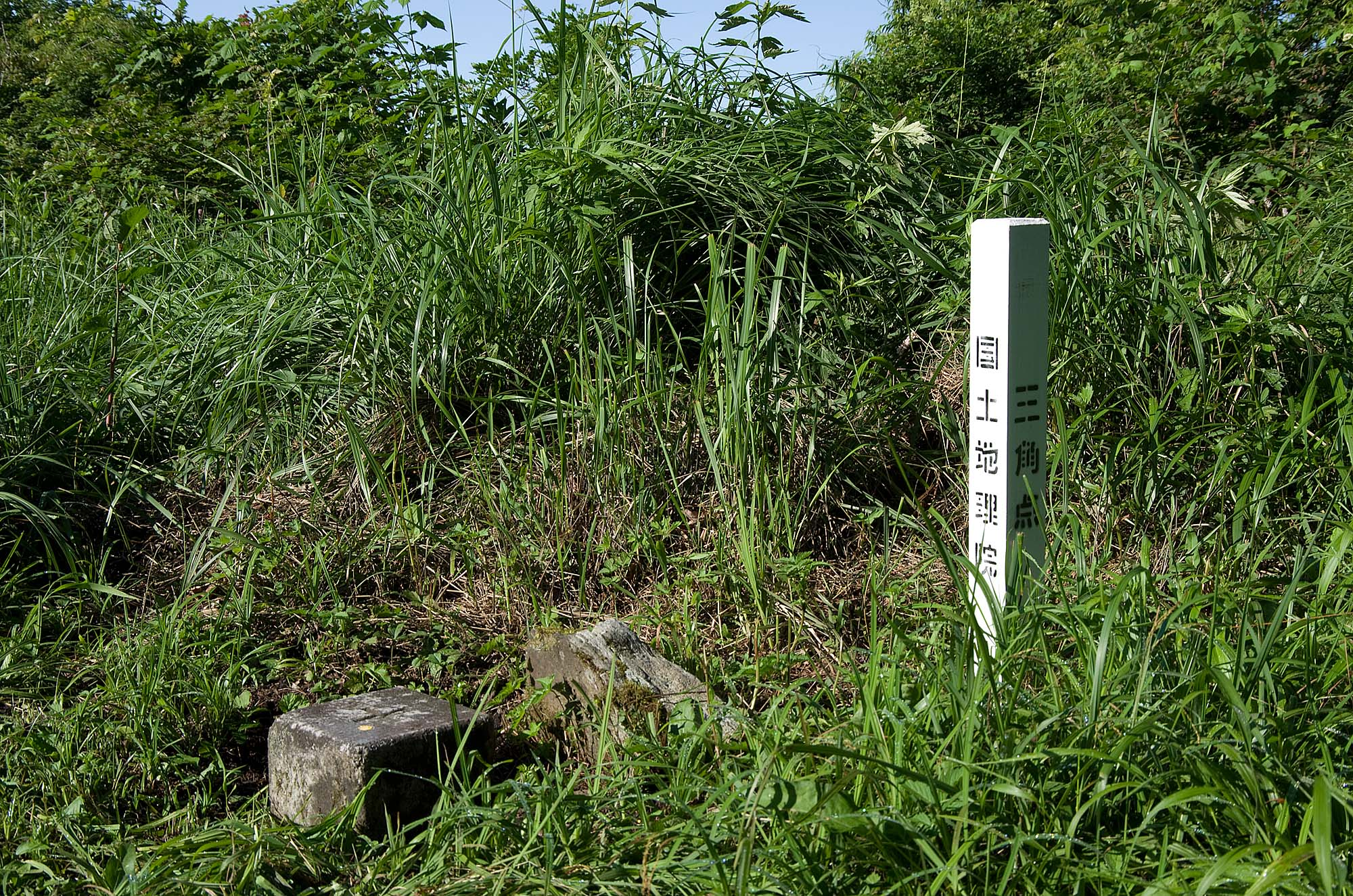
赤久縄山一等三角点
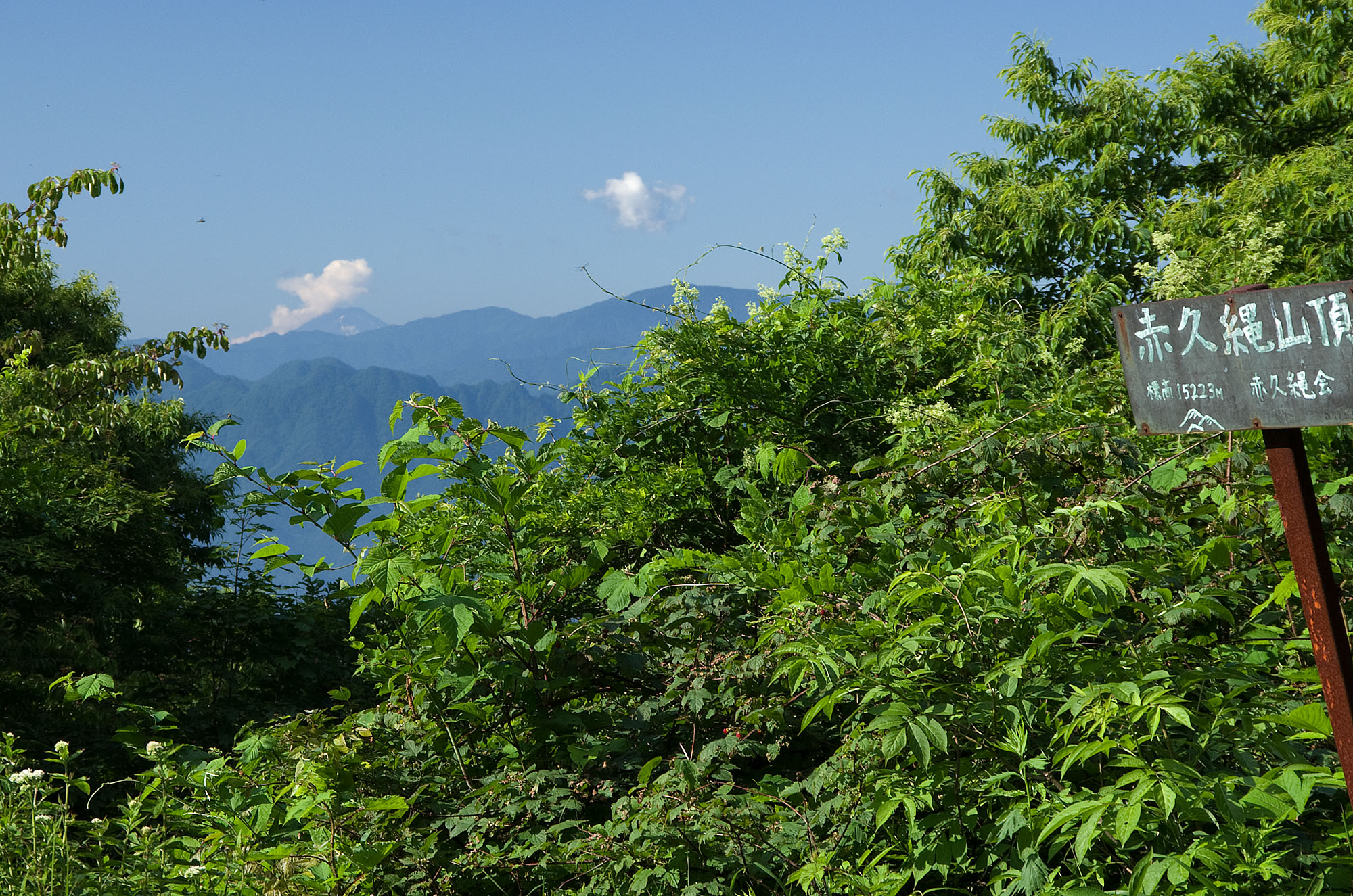
赤久縄山山頂から望む富士山
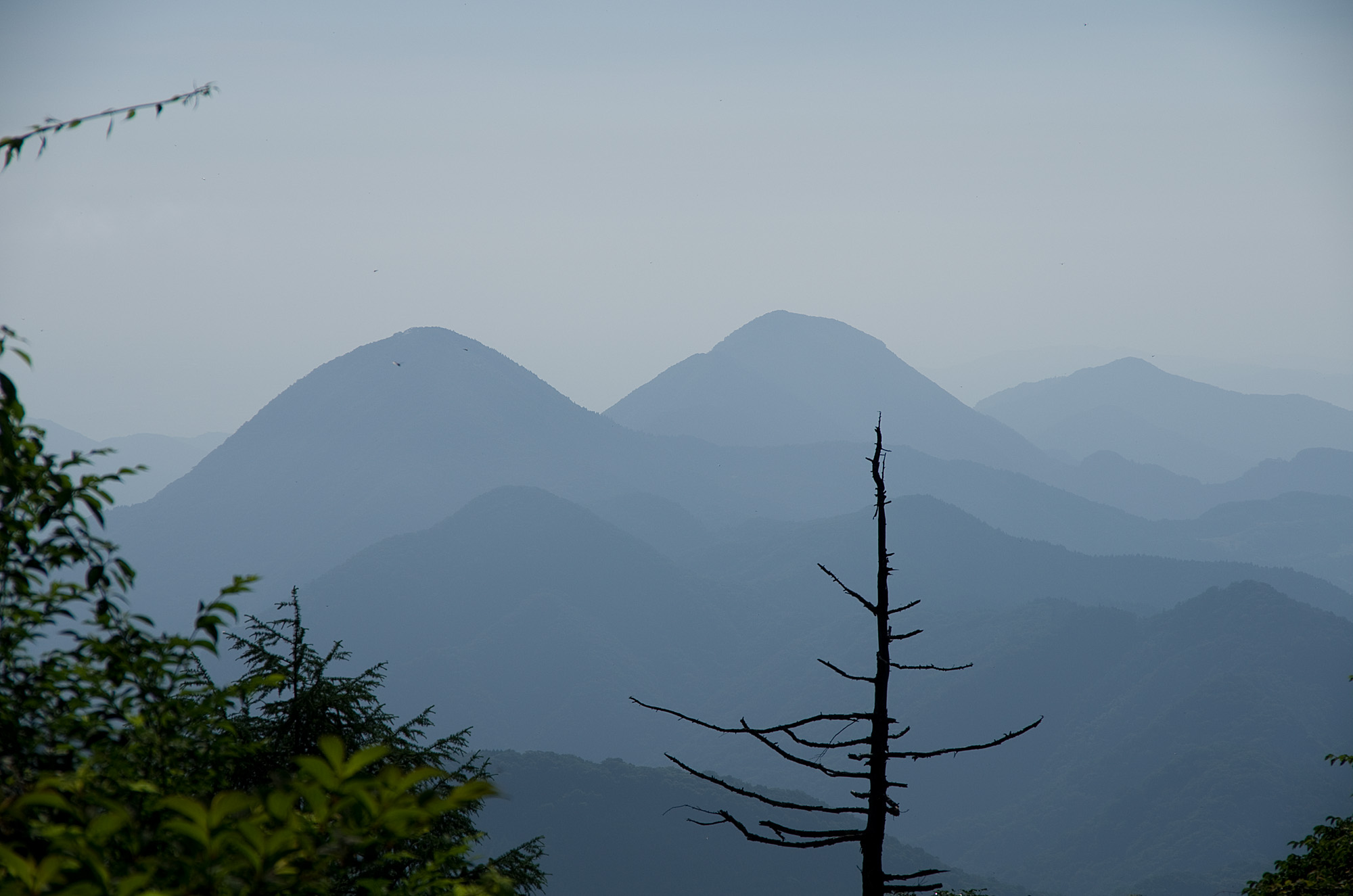
赤久縄山より望む御荷鉾山系。